# Freiheitliche Volkspartei
Die Freiheitliche Volkspartei (kurz: FVP) war eine rechtskonservative Splitterpartei in Deutschland.
Sie wurde am 4. Mai 1985 von Franz Handlos gegründet. Handlos hatte die Republikaner, deren Bundesvorsitzender er zuvor gewesen war, nach Auseinandersetzungen mit Franz Schönhuber über den Kurs der Partei verlassen. Bei der Landtagswahl in Bayern 1986 erhielt sie 0,35 % der Stimmen. 1987 hatte sie 5.000 gemeldete Mitglieder. Ebenso wurden einige Landesverbände gegründet und die Teilnahme an weiteren Landtagswahlen angestrebt. Letztmals trat die Partei 1992 mit der Kandidatur des Bundesgeschäftsführers Helmut Koelbel und zwei weiteren Kandidaten im Wahlkreis Köpenick zu den Berliner Bezirkswahlen an.
Nach kurzzeitiger Zusammenarbeit mit anderen am rechten Rand des politischen Spektrums stehenden Gruppen (z. B. den Mündigen Bürgern) trat die FVP nicht mehr öffentlich in Erscheinung.